# Danh sách tỷ phú Brasil theo giá trị tài sản
Dưới đây là danh sách các tỷ phú Brasil, dựa trên sự định giá thường niên về của cải và tài sản được tổng hợp, biên soạn và xuất bản trên tạp chí Forbes của Mỹ tháng 4 năm 2021, cũng như theo thời gian thực tế cập nhật trên website của Forbes.

## Danh sách 66 tỷ phú giàu nhất Brasil năm 2021
| Thứ hạng | Họ và tên                           | Năm sinh           | Quốc tịch                | Giá trị tài sản (tỷ đô la Mỹ) | Nguồn gốc tài sản                                               | Tuổi |
| -------- | ----------------------------------- | ------------------ | ------------------------ | ----------------------------- | --------------------------------------------------------------- | ---- |
| 1        | Jorge Paulo Lemann                  | 1939               | Brasil · Thụy Sĩ         | 16,8                          | Anheuser-Busch InBev, Lojas Americanas, 3G Capital, Burger King | 82   |
| 2        | Eduardo Saverin                     | 1982               | Brasil                   | 14,6                          | Facebook                                                        | 38   |
| 3        | Marcel Herrmann Telles              | 1950               | Brasil                   | 11,5                          | Anheuser-Busch InBev, Lojas Americanas, 3G Capital, Burger King | 71   |
| 4        | Jorge Moll Filho                    | 1946               | Brasil                   | 11,3                          | Rede D'Or                                                       | 76   |
| 5        | Carlos Alberto Sicupira             | 1948               | Brasil                   | 8,7                           | Anheuser-Busch InBev, Lojas Americanas, 3G Capital, Burger King | 72   |
| 6        | Anh em nhà Safra                    | 1938, 1934 và 1932 | Liban · Brasil · Thụy Sĩ | 7,1                           | Safra Group                                                     |      |
| 7        | Alex Behring                        |                    |                          | $7 billion                    | 3G Capital                                                      | 53   |
| 8        | Dulce Pugliese de Godoy Bueno       |                    |                          | $6 billion                    | Amil (former), Dasa, United Health Group                        |      |
| 9        | Alceu Elias Feldman                 |                    |                          | $5.4 billion                  | Fertipar                                                        |      |
| 10       | Luiza Helena Trajano                |                    |                          | $5.3 billion                  | Magazine Luiza                                                  | 72   |
| 11       | Luis Frias                          |                    |                          | $4.6 billion                  | Grupo Folha, Universo Online, PagSeguro                         | 57   |
| 12       | André Esteves                       |                    |                          | $4.5 billion                  | BTG Pactual                                                     | 53   |
| 13       | Candido Pinheiro Koren de Lima      |                    |                          | $3.7 billion                  | Grupo Hapvida                                                   |      |
| 14       | Franco Bittar Garcia                |                    |                          | $3.5 billion                  | Magazine Luiza                                                  |      |
| 15       | Zaffari Family                      |                    |                          | $3.2 billion                  | Companhia Zaffari                                               |      |
| 16       | Camilla de Godoy Bueno Grossi       |                    |                          | $3.1 billion                  | Diagnosticos da America                                         |      |
| 17       | Pedro de Godoy Bueno                |                    |                          | $3 billion                    | Diagnosticos da America                                         |      |
| 18       | Joesley Batista                     |                    |                          | $2.9 billion                  | JBS SA                                                          | 48   |
| 18       | Wesley Batista                      |                    |                          | $2.9 billion                  | JBS SA                                                          | 48   |
| 18       | Walter Faria                        |                    |                          | $2.9 billion                  | Grupo Petropolis                                                |      |
| 19       | Luciano Hang                        |                    |                          | $2.7 billion                  | Havan                                                           | 58   |
| 20       | Guilherme Benchimol                 |                    |                          | $2.6 billion                  | XP Inc.                                                         |      |
| 20       | Abilio Diniz                        |                    |                          | $2.6 billion                  | GPA (company) (former), Carrefour, BRF                          | 84   |
| 21       | José Luis Cutrale                   |                    |                          | $2.5 billion                  | Cutrale, Chiquita Brands International                          |      |
| 21       | Pedro Moreira Salles                |                    |                          | $2.5 billion                  | Itau Unibanco, Companhia Brasileira de Metalurgia e Mineração   | 51   |
| 21       | Carlos Sanchez                      |                    |                          | $2.5 billion                  | EMS S.A.                                                        |      |
| 21       | André Street                        |                    |                          | $2.5 billion                  | StoneCo                                                         |      |
| 22       | Eduardo de Pontes                   |                    |                          | $2.4 billion                  | StoneCo                                                         |      |
| 22       | Antônio Luiz Seabra                 |                    |                          | $2.4 billion                  | Natura, Avon                                                    |      |
| 23       | Liu Ming Chung                      |                    |                          | $2.3 billion                  | Nine Dragons Paper                                              |      |
| 23       | Fernando Roberto Moreira Salles     |                    |                          | $2.3 billion                  | Itau Unibanco, Companhia Brasileira de Metalurgia e Mineração   |      |
| 23       | João Moreira Salles                 |                    |                          | $2.3 billion                  | Itau Unibanco, Companhia Brasileira de Metalurgia e Mineração   | 59   |
| 23       | Walter Salles                       |                    |                          | $2.3 billion                  | Itau Unibanco, Companhia Brasileira de Metalurgia e Mineração   |      |
| 24       | José João Abdalla Filho             |                    |                          | $2.2 billion                  | Banco Clássico, Eletrobras, Cemig                               |      |
| 24       | Miguel Krigsner                     |                    |                          | $2.2 billion                  | O Boticário                                                     |      |
| 24       | Rubens Menin Teixeira de Souza      |                    |                          | $2.2 billion                  | MRV Engenharia, CNN Brasil                                      | 65   |
| 25       | Julio Bozano                        |                    |                          | $2.1 billion                  | Banco Bozano, Azul Linhas Aereas                                |      |
| 25       | Fabricio Garcia                     |                    |                          | $2.1 billion                  | Magazine Luiza                                                  |      |
| 25       | Flavia Bittar Garcia Faleiros       |                    |                          | $2.1 billion                  | Magazine Luiza                                                  |      |
| 26       | Joao Alves de Queiroz Filho         |                    |                          | $1.9 billion                  | Hyper Pharma                                                    |      |
| 26       | Ermirio Pereira de Moraes           |                    |                          | $1.9 billion                  | Votorantim Group                                                | 89   |
| 26       | Maria Helena de Moraes Scripilliti  |                    |                          | $1.9 billion                  | Votorantim Group                                                |      |
| 27       | Roberto Irineu Marinho              |                    |                          | $1.8 billion                  | Grupo Globo                                                     | 73   |
| 27       | José Roberto Marinho                |                    |                          | $1.8 billion                  | Grupo Globo                                                     | 65   |
| 27       | João Roberto Marinho                |                    |                          | $1.8 billion                  | Grupo Globo                                                     | 68   |
| 27       | Jorge Pinheiro Koren de Lima        |                    |                          | $1.8 billion                  | Hapvida                                                         |      |
| 27       | Candido Pinheiro Koren de Lima      |                    |                          | $1.8 billion                  | Hapvida                                                         |      |
| 28       | David Feffer                        |                    |                          | $1.7 billion                  | Grupo Suzano                                                    |      |
| 29       | Daniel Feffer                       |                    |                          | $1.6 billion                  | Grupo Suzano                                                    |      |
| 29       | Ruben Feffer                        |                    |                          | $1.6 billion                  | Grupo Suzano                                                    |      |
| 29       | Jorge Feffer                        |                    |                          | $1.6 billion                  | Grupo Suzano                                                    |      |
| 29       | Alfredo Egydio Arruda Villela Filho |                    |                          | $1.6 billion                  | Itau Unibanco                                                   |      |
| 29       | Alexandre Grendene Bartelle         |                    |                          | $1.6 billion                  | Grendene                                                        |      |
| 29       | Rubens Ometto Silveira Mello        |                    |                          | $1.6 billion                  | Cosan                                                           |      |
| 30       | Lirio Parisotto                     |                    |                          | $1.5 billion                  | Videolar                                                        |      |
| 30       | Fernando Trajano                    |                    |                          | $1.5 billion                  | Magazine Luiza                                                  |      |
| 31       | Samuel Barata                       |                    |                          | $1.4 billion                  | Drogaria Sao Paulo                                              | 28   |
| 31       | Maurizio Billi                      |                    |                          | $1.4 billion                  | Eurofarma                                                       |      |
| 31       | Ana Lucia de Mattos Barreto Villela |                    |                          | $1.4 billion                  | Itau Unibanco                                                   |      |
| 31       | Jayme Garfinkel                     |                    |                          | $1.4 billion                  | Porto Seguro S.A.                                               | 74   |
| 31       | Guilherme Peirão Leal               |                    |                          | $1.4 billion                  | Natura, Avon                                                    |      |
| 31       | Ilson Mateus                        |                    |                          | $1.4 billion                  | Grupo Mateus                                                    |      |
| 31       | Gisele Trajano                      |                    | Brasil                   | 1,4                           | Magazine Luiza                                                  |      |
| 32       | Vera Rechulski Santo Domingo        | 1948               | Brasil · Bermuda         | 1,1                           | Santo Domingo Group                                             | 72   |
| 32       | Anne Werninghaus                    | 1985               | Brasil                   | 1,1                           | WEG Industries                                                  | 35   |
| 33       | Maria Pinheiro                      |                    | Brasil                   | 1                             | Grupo Mateus                                                    |      |